# Macromidia rapida
Macromidia rapida är en trollsländeart som beskrevs av Martin 1907. Macromidia rapida ingår i släktet Macromidia och familjen skimmertrollsländor. IUCN kategoriserar arten globalt som livskraftig. Inga underarter finns listade i Catalogue of Life.